# Teobald VI de Blois
Teobald VI de Blois (en francès: Thibaut) (?-1218) va ser comte de Blois i de Clermont-en-Beauvaisis 1205-1218.

## Orgígens familiars
Era fill de Lluís I de Blois i Caterina de Clermont.

## Matrimoni i descendents
Teobald va casar dues vegades: amb Maud d'Alençon i amb Clemència de Roches, però no va tenir fills.

## Biografia
Teobald va lluitar contra els sarraïns a Castella. Durant la campanya que va contraure la lepra i va tornar a casa. Després de viure retirat al seu castell de La Ferté-Villeneuil durant alguns anys fins a la seva mort el 1218, deixant els seus béns als seus ties Margarida de Blois i Isabel de Blois. La part nord de Blois va ser erigit en el comtat de Chartres per a Isabel, mentre Margarita va rebre la resta del comtat de Blois i va vendre el comtat de Clermont a la corona abans de morir.